# Hieracium macrodontoides
Hieracium macrodontoides là một loài thực vật có hoa trong họ Cúc. Loài này được (Zahn) Zahn mô tả khoa học đầu tiên.